# Désirée (film)
Désirée is een Amerikaanse historische dramafilm uit 1954, geregisseerd door Henry Koster, met onder anderen Marlon Brando en Jean Simmons in de hoofdrollen.

## Inhoud
Désirée (Simmons) is de dochter van een Franse handelaar. Ze wordt verliefd op een van de jongste generaals van het Franse leger: Napoleon Bonaparte (Brando). Uiteindelijk trouwen ze net niet en huwt zij een andere generaal, Bernadotte (Rennie). Zo wordt zij uiteindelijk koningin van Zweden.

## Rolverdeling
| Acteur            | Personage                   |
| ----------------- | --------------------------- |
| Marlon Brando     | Napoleon Bonaparte          |
| Jean Simmons      | Désirée Clary               |
| Merle Oberon      | Joséphine de Beauharnais    |
| Michael Rennie    | Jean-Baptiste Bernadotte    |
| Cameron Mitchell  | Joseph Bonaparte            |
| Elizabeth Sellars | Julie Clary                 |
| Charlotte Austin  | Paulette                    |
| Cathleen Nesbitt  | Mme. Bonaparte              |
| Evelyn Varden     | Marie                       |
| Isobel Elsom      | Madame Clary                |
| John Hoyt         | Talleyrand                  |
| Alan Napier       | Despereaux                  |
| Nicholas Koster   | Oscar                       |
| Richard Deacon    | Etienne                     |
| Edith Evanson     | koningin Hedwig             |
| Carolyn Jones     | Mme. Tallien                |
| Sam Gilman        | Fouché                      |
| Larry Craine      | Louis Bonaparte             |
| Judy Lester       | Caroline Bonaparte          |
| Louis Borel       | Baron Morner                |
| Peter Bourne      | Count Brahe                 |
| Dorothy Neumann   | koningin Sofia              |
| Violet Rensing    | Marie Louise van Oostenrijk |

## Academy Awards (genomineerd)
- Best Art Direction-Set Decoration - Lyle R. Wheeler, Leland Fuller, Walter M. Scott, Paul S. Fox
- Best Costume Design - Charles Le Maire, René Hubert

## Achtergrondinformatie bij de film
- De neus van Marlon Brando werd met make-up bewerkt zodat hij nog meer zou lijken op zijn personage, de legendarische Napoleon Bonaparte.
- De Nederlandse acteur Louis Borel speelde een niet-gecrediteerde rol in de film als baron Morner.